# 9957 Raffaellosanti
A 9957 Raffaellosanti (ideiglenes jelöléssel 1991 TO13) a Naprendszer kisbolygóövében található aszteroida. Freimut Börngen fedezte fel 1991. október 6-án.
Nevét Raffaello Sanzio (1483 – 1520) reneszánsz kori olasz festő, építész után kapta.